# Platylister tenuimargo
Platylister tenuimargo är en skalbaggsart som först beskrevs av Schmidt 1893.  Platylister tenuimargo ingår i släktet Platylister och familjen stumpbaggar. Inga underarter finns listade i Catalogue of Life.